# Siphonognathus radiatus
Siphonognathus radiatus är en fiskart som först beskrevs av Jean René Constant Quoy och Gaimard, 1834.  Siphonognathus radiatus ingår i släktet Siphonognathus och familjen Odacidae. IUCN kategoriserar arten globalt som livskraftig. Inga underarter finns listade i Catalogue of Life.